# Chiesa di Sant'Apollonia (Mezzolombardo)
La chiesa di Sant'Apollonia è una piccola chiesa privata inserita nel complesso del castello della Torre di Mezzolombardo, in Trentino. Risale al XVII secolo.

## Storia
La chiesa è stata costruita nel XVII secolo ed è stata consacrata nel 1619.

## Descrizione
La piccola chiesa sorge nel cortile privato appartenente al palazzo del castello della Torre. La facciata è semplice, a capanna con due spioventi, in stile gotico. Il portale è architravato e affiancato da due finestrelle rettangolari. Sopra presenta una finestra ad oculo con sagomatura incisa a formare la Croce e in alto una seconda finestra a sesto acuto. La facciata viene completata da due piccole strutture ai fianchi poste in posizione arretrata che formano le cappelle laterali, ognuna con grande finestra.
La parte posteriore absidale porta luce all'interno con grandi finestre gotiche trilobate.
L'interno, ad ambiente unico, conserva due altari in marmo policromo di gusto barocco. L'altar maggiore ha un grande Crocifisso affiancato dalle statue di Sant'Apollonia e San Francesco d'Assisi. L'altare laterale, fatto costruire dalla famiglia del principe vescovo di Trento Giovanni Michele Spaur nel 1731, conserva il dipinto di San Giovanni Nepomuceno. 
La chiesa conserva inoltre un dipinto del XVII secolo di Madonna con Bambino e Santi. Sotto la chiesa si trova una cripta, alla quale si accede da una piccola botola posizionata dietro l'altar maggiore.